# Isodon inflexus
Isodon inflexus là một loài thực vật có hoa trong họ Hoa môi. Loài này được (Thunb.) Kudô mô tả khoa học đầu tiên năm 1929.

## Hình ảnh

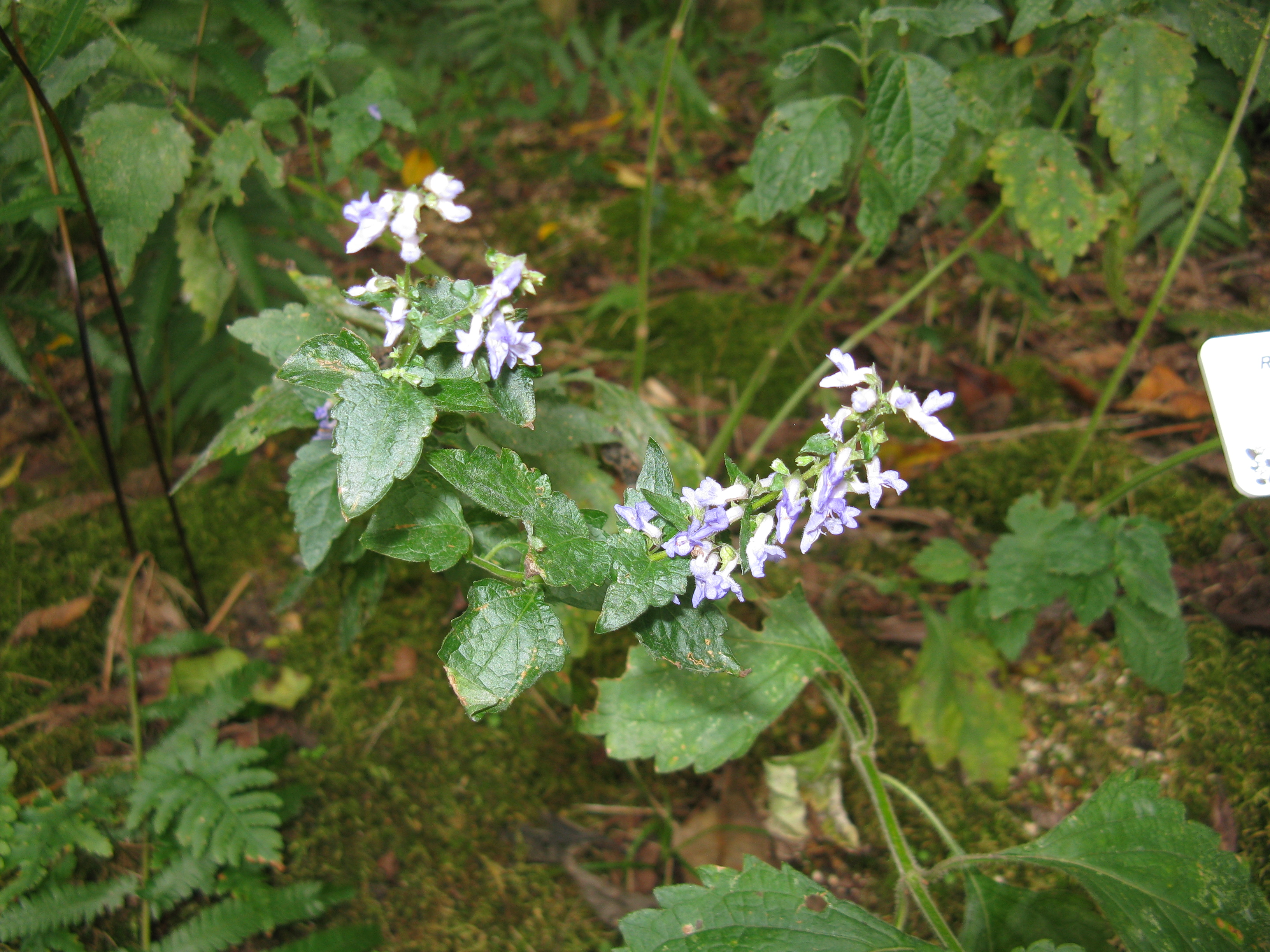